# ان‌جی‌سی ۴۳۲
ان‌جی‌سی ۴۳۲ (انگلیسی: NGC 432) نام یک کهکشان عدسی در صورت فلکی توکان است.